# Never (cântec de Keyshia Cole)
Never este primul cântec înregistrat de cântăreața americană Keyshia Cole. Piesa, o colaborare cu interpreta Eve, nu a fost promovată ca și disc single, dar a fost inclusă pe coloana sonoră a filmului Frizeria 2, dar și pe albumul de debut al Keyshiei Cole, intitulat The Way It Is.

## Clasamente
| Clasament        | Poziția maximă |
| ---------------- | -------------- |
| U.S. R&B/Hip-Hop | 71             |